# ZW性別決定系統

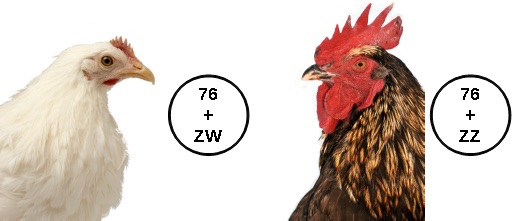
ZW在鳥類中的性別決定（以雞為例）

與XY性別決定系統和X0性別決定系統（精子決定性別）相反，在ZW系統中，卵细胞決定了後代的性別。雄性是同染色體性別（ZZ），而雌性是異染色體性別（ZW）。Z染色體較大且具有更多基因，类似于XY系統中的X染色體。

## WW染色体
2010年11月3日，科學家宣布發現了一種不交配就可以產生後代的雌性蟒蛇，並通過這種無性生殖產生了22個雌性後代。所有雌性後代均具有WW染色體基因組成。雖然這個結果在以前的實驗室環境中已經出现过，但在自然環境下從來沒有見過。目前尚不清楚下一代蟒蛇是否最終會與雄性交配，或者是和母親一樣無性繁殖。然而，由於她們的WW染色體，牠們產生的任何後代都将是雌性。